# Acalypha gummifera
Acalypha gummifera é uma espécie de flor do gênero Acalypha, pertencente à família Euphorbiaceae.